# Martin Pronath
Martin Pronath OSB (* 7. September 1738 in Niederaichbach; † 5. Januar 1790 in Prüfening) war ein deutscher Geistlicher und Abt des Benediktinerklosters Prüfening bei Regensburg.

## Leben
Martin Pronath studierte Philosophie und Theologie im Kloster Weihenstephan und in Freising. Nach seiner Profess im Kloster Prüfening 1756 und der Priesterweihe 1762 war er als Lehrer der Theologie im Hausstudium seines Klosters und in der Abtei Münsterschwarzach tätig. Anschließend war er Sekretär der Bayerischen Benediktinerkongregation, bis er am 20. November 1781 von seinen Mitbrüdern zum Abt des Klosters Prüfening gewählt wurde. Seine besondere Aufmerksamkeit galt als Abt der Förderung der wissenschaftlichen Begabung und Tätigkeit der Klosterangehörigen; zu diesem Zweck errichtete er auch ein mit wissenschaftlichen Apparaten ausgestattetes  Observatorium im Konventgarten des Klosters, den Astronomischen Turm. Daneben sorgte er sich um die Verbesserung der Wirtschaftsführung des Klosters.
Ein jüngerer Halbbruder von Martin Pronath war der bayerische Landschaftsverordnete Johann von Pronath, der maßgeblich an der Wiedererrichtung des säkularisierten Benediktinerklosters Metten in Niederbayern (1830) beteiligt war.

## Werke
- Apologia methodum scholasticam a notis pedantismi et schlenderianismi vindicans, Regensburg 1764.
- Theoremata philosophica, Stadtamhof 1765.
- Nexus doctrinae theolog. dog. schol. in selectas positiones divisae, Regensburg 1774.
- Positiones selectae ex universa theologia.
- Corrolaria selecta ex jure naturae, gentium, et jure eccl. univ., Regensburg 1777.
- Breviarium historiaw ecclesiasticae univ. critice expensae, Regensburg 1779.
- Dissertatio de eo, quod justum es in matrimonio infidelium altero ad fidem converso, Regensburg 1780.